# Heinz Günthardt
Heinz Günthardt (Zürich, 8 februari 1959) is een voormalig professionee tennisspeler uit Zwitserland. Hij won tijdens zijn carrière vijf toernooien in het enkelspel, maar hij was vooral succesvol als dubbelspeler. Hij won 31 titels in het herendubbelspel, waaronder de grandslamtoernooien van Roland Garros (1981) en Wimbledon (1985), telkens aan de zijde van de Hongaar Balázs Taróczy. Op het US Open (1981) was hij samen met Peter McNamara finalist, maar ze moesten forfait geven voor de finale. De titel ging naar John McEnroe en Peter Fleming. In 1985 won hij samen met Martina Navrátilová het gemengd dubbelspel op Roland Garros en op het US Open.
Heinz is een jongere broer van Markus Günthardt, die ook professioneel tennisser was en met wie hij enkele dubbelspeltitels won en ook in het Zwitserse Davis Cupteam dubbelde. Hij speelde van 1975 tot 1990 in het Davis Cupteam van zijn land.
Op de Olympische Zomerspelen 1988 in Seoel nam hij samen met Jakob Hlasek deel aan het herendubbeltoernooi; daarin verloren ze in de tweede ronde van het Joegoslavische paar Goran Ivanišević en Slobodan Živojinović.
Tussen 1976 en 1986 was Heinz Günthardt de vaandeldrager van het Zwitserse tennis. Na zijn carrière werd hij trainer, en begeleidde hij Steffi Graf tot het einde van haar carrière in 1999. Hij werkte daarna een tijd voor de Zwitserse bank UBS maar keerde in 2003 terug naar het tennis, als trainer van Jelena Dokić. Omdat Günthardt, die gehuwd was en drie kinderen had, het vele reizen niet kon opbrengen, duurde dat echter niet lang. Tegenwoordig is hij televisiecommentator bij de Zwitserse openbare omroep en bij Eurosport. Hij is lid van de tennissectie van de Grasshopper-Club Zürich.

## Grandslamtitels herendubbelspel
- Roland Garros 1981 (met Taróczy): winnaar tegen Terry Moor en Eliot Teltscher (6-2, 7-6, 6-3)
- Wimbledon 1985 (met Taróczy): winnaar tegen Pat Cash en John Fitzgerald (6-4, 6-3, 4-6, 6-3)

## Grandslamtitels gemengd dubbelspel
- Roland Garros 1985 (met Navrátilová): winnaar tegen Paula Smith en Francisco González (2-6, 6-3, 6-2)
- U.S. Open 1985 (met Navrátilová): winnaar tegen Elizabeth Smylie en John Fitzgerald (6-3, 6-4)

## Palmares

### Enkelspel
| Nr.              | Datum            | Toernooi         | Ondergrond    | Tegenstander in finale | Score              |         |
| ---------------- | ---------------- | ---------------- | ------------- | ---------------------- | ------------------ | ------- |
| gewonnen finales |                  |                  |               |                        |                    |         |
| 1.               | 13 februari 1978 | ATP Springfield  | Tapijt        | Harold Solomon         | 6-3, 3-6, 6-2      | details |
| 2.               | 23 maart 1980    | ATP Rotterdam    | Tapijt (i)    | Gene Mayer             | 6-2, 6-4           | details |
| 3.               | 7 april 1980     | ATP Johannesburg | Hardcourt     | Victor Amaya           | 6-4, 6-4           | details |
| 4.               | 10 augustus 1980 | ATP Gstaad       | Gravel        | Kim Warwick            | 4-6, 6-4, 7-6      | details |
| 5.               | 11 december 1983 | ATP Toulouse     | Hardcourt (i) | Pablo Arraya           | 6-0, 6-2           | details |
| verloren finales |                  |                  |               |                        |                    |         |
| 1.               | 2 augustus 1981  | ATP Hilversum    | Gravel        | Balázs Taróczy         | 3-6, 7-6, 4-6      | details |
| 2.               | 12 juli 1982     | Zell Am See WCT  | Gravel        | José Luis Clerc        | 0-6, 6-3, 2-6, 1-6 | details |
| 3.               | 11 juli 1983     | ATP Stuttgart    | Gravel        | José Higueras          | 1-6, 1-6, 6-7      | details |
| 4.               | 25 november 1984 | ATP Toulouse     | Hardcourt (i) | Mark Dickson           | 6-7, 4-6           | details |

### Dubbelspel
| Nr.                                           | Datum             | Toernooi             | Ondergrond    | Partner           | Tegenstanders in finale            | Score                   |         |
| --------------------------------------------- | ----------------- | -------------------- | ------------- | ----------------- | ---------------------------------- | ----------------------- | ------- |
| gewonnen finales mannendubbelspel             |                   |                      |               |                   |                                    |                         |         |
| 1.                                            | 20 mei 1979       | ATP Johannesburg     | Hardcourt     | Colin Dowdeswell  | Raymond Moore Ilie Năstase         | 6-3, 7-6                | details |
| 2.                                            | 16 juli 1979      | ATP Båstad           | Gravel        | Bob Hewitt        | Mark Edmondson John Marks          | 6-2, 6-2                | details |
| 3.                                            | 23 juli 1979      | ATP Kitzbühel        | Gravel        | Zeljko Franulovic | Dick Crealy Antonio Zugarelli      | 6-2, 6-4                | details |
| 4.                                            | 19 mei 1980       | ATP München          | Gravel        | Bob Hewitt        | David Carter Chris Lewis           | 7-6, 6-1                | details |
| 5.                                            | 10 augustus 1980  | ATP Båstad           | Gravel        | Markus Günthardt  | John Feaver Peter McNamara         | 6-4, 6-4                | details |
| 6.                                            | 10 november 1980  | ATP Stockholm        | Tapijt (i)    | Paul McNamee      | Bob Lutz Stan Smith                | 6-7, 6-3, 6-2           | details |
| 7.                                            | 13 april 1981     | ATP Monte Carlo      | Gravel        | Balázs Taróczy    | Pavel Složil Tomáš Šmíd            | 6-3, 6-3                | details |
| 8.                                            | 25 mei 1981       | Roland Garros        | Gravel        | Balázs Taróczy    | Terry Moor Eliot Teltscher         | 6-2, 7-6, 6-3           | details |
| 9.                                            | 19 juli 1981      | ATP Gstaad           | Gravel        | Markus Günthardt  | David Carter Paul Kronk            | 6-4, 6-1                | details |
| 10.                                           | 27 juli 1981      | ATP Hilversum        | Gravel        | Balázs Taróczy    | Raymond Moore Andrew Pattison      | 6-0, 6-2                | details |
| 11.                                           | 2 augustus 1981   | ATP North Conway     | Gravel        | Peter McNamara    | Pavel Složil Ferdi Taygan          | 7-5, 6-4                | details |
| 12.                                           | 14 september 1981 | Sawgrass Doubles     | Gravel        | Peter McNamara    | Bob Lutz Stan Smith                | 7-6, 3-6, 7-6, 5-7, 6-4 | details |
| 13.                                           | 21 september 1981 | ATP Genève           | Gravel        | Balázs Taróczy    | Pavel Složil Tomáš Šmíd            | 6-4, 3-6, 6-2           | details |
| 14.                                           | 19 oktober 1981   | ATP Tokio            | Gravel        | Balázs Taróczy    | Larry Stefanki Robert Van't Hof    | 3-6, 6-2, 6-1           | details |
| 15.                                           | 10 januari 1982   | Masters Doubles WCT  | Tapijt (i)    | Balázs Taróczy    | Kevin Curren Steve Denton          | 6-7, 6-3, 7-5, 6-4      | details |
| 16.                                           | 22 maart 1982     | ATP Milaan           | Tapijt (i)    | Peter McNamara    | Mark Edmondson Sherwoord Stewart   | 7-6, 7-6                | details |
| 17.                                           | 17 mei 1982       | ATP Rome             | Gravel        | Balázs Taróczy    | Wojtek Fibak John Fitzgerald       | 6-4, 4-6, 6-3           | details |
| 18.                                           | 30 januari 1983   | Masters Doubles WCT  | Tapijt (i)    | Balázs Taróczy    | Brian Gottfried Raúl Ramírez       | 6-3, 7-5, 7-6           | details |
| 19.                                           | 7 maart 1983      | ATP Brussel          | Tapijt (i)    | Balázs Taróczy    | Hans Simonsson Mats Wilander       | 6-2, 6-4                | details |
| 20.                                           | 3 april 1983      | ATP Monte Carlo      | Gravel        | Balázs Taróczy    | Henri Leconte Yannick Noah         | 6-2, 6-4                | details |
| 21.                                           | 2 mei 1983        | ATP Madrid           | Gravel        | Pavel Složil      | Markus Günthardt Zoltán Kuhárszky  | 6-3, 6-3                | details |
| 22.                                           | 15 mei 1983       | ATP Hamburg          | Gravel        | Balázs Taróczy    | Mark Edmondson Brian Gottfried     | 7-6, 4-6, 6-4           | details |
| 23.                                           | 18 juli 1983      | ATP Hilversum        | Gravel        | Balázs Taróczy    | Jan Kodeš Tomáš Šmíd               | 3-6, 6-2, 6-3           | details |
| 24.                                           | 28 november 1983  | ATP Toulouse         | Hardcourt (i) | Pavel Složil      | Bernard Mitton Butch Walts         | 5-7, 7-5, 6-4           | details |
| 25.                                           | 15 juli 1984      | ATP Gstaad           | Gravel        | Markus Günthardt  | Givaldo Barbosa João Soares        | 6-4, 3-6, 7-6           | details |
| 26.                                           | 24 februari 1985  | ATP La Quinta        | Gravel        | Balázs Taróczy    | Ken Flach Robert Seguso            | 3-6, 7-6, 6-3           | details |
| 27.                                           | 31 maart 1985     | ATP Milaan           | Tapijt (i)    | Anders Järryd     | Broderick Dyke Wally Masur         | 6-2, 6-1                | details |
| 28.                                           | 7 juli 1985       | Wimbledon            | Gras          | Balázs Taróczy    | Pat Cash John Fitgerald            | 6-4, 6-3, 4-6, 6-3      | details |
| 29.                                           | 19 januari 1986   | Masters Doubles WCT  | Tapijt (i)    | Balázs Taróczy    | Paul Annacone Christo Van Rensburg | 6-4, 1-6, 7-6, 6-7, 6-4 | details |
| 30.                                           | 10 augustus 1986  | ATP Kitzbühel        | Gravel        | Tomáš Šmíd        | Hans Gildemeister Andres Gomez     | 4-6, 6-3, 7-6           | details |
| verloren finales mannendubbelspel             |                   |                      |               |                   |                                    |                         |         |
| 1.                                            | 14 augustus 1978  | ATP Montreal/Toronto | Gravel        | Colin Dowdeswell  | Wojtek Fibak Tom Okker             | 3-6, 6-7                | details |
| 2.                                            | 21 augustus 1978  | ATP Boston           | Gravel        | Van Winitsky      | Víctor Pecci sr. Balázs Taróczy    | 3-6, 6-3, 1-6           | details |
| 3.                                            | 2 april 1979      | ATP Rotterdam        | Tapijt (i)    | Bernard Mitton    | Peter Fleming John McEnroe         | 4-6, 4-6                | details |
| 4.                                            | 13 augustus 1979  | ATP Montreal/Toronto | Gravel        | Bob Hewitt        | Peter Fleming John McEnroe         | 7-6, 6-7, 1-6           | details |
| 5.                                            | 29 oktober 1979   | ATP Keulen           | Hardcourt (i) | Pavel Složil      | Gene Mayer Stan Smith              | 3-6, 4-6                | details |
| 6.                                            | 2 maart 1980      | ATP Denver           | Tapijt (i)    | Wojtek Fibak      | Kevin Curren Steve Denton          | 5-7, 2-6                | details |
| 7.                                            | 7 april 1980      | ATP Johannesburg     | Hardcourt     | Colin Dowdeswell  | Bob Hewitt Frew McMillan           | 4-6, 3-6                | details |
| 8.                                            | 17 augustus 1980  | ATP Montreal/Toronto | Gravel        | Sandy Mayer       | Bruce Manson Brian Teacher         | 3-6, 6-3, 4-6           | details |
| 9.                                            | 22 september 1980 | ATP Genève           | Gravel        | Markus Günthardt  | Zeljko Franulovic Balázs Taróczy   | 4-6, 6-4, 4-6           | details |
| 10.                                           | 20 oktober 1980   | ATP Wenen            | Hardcourt (i) | Pavel Složil      | Bob Lutz Stan Smith                | 4-6, 6-4, 4-6           | details |
| 11.                                           | 1 december 1980   | ATP Johannesburg     | Hardcourt     | Paul McNamee      | Bob Lutz Stan Smith                | 7-6, 3-6, 4-6           | details |
| 12.                                           | 31 augustus 1981  | US Open              | Hardcourt     | Peter McNamara    | Peter Fleming John McEnroe         | walk-over               | details |
| 13.                                           | 28 september 1981 | ATP Madrid           | Gravel        | Tomáš Šmíd        | Hans Gildemeister Andres Gomez     | 2-6, 6-3, 3-6           | details |
| 14.                                           | 26 oktober 1981   | ATP Tokio Indoor     | Tapijt (i)    | Balázs Taróczy    | Victor Amaya Henry Pfister         | 4-6, 2-6                | details |
| 15.                                           | 22 februari 1982  | ATP Caïro            | Gravel        | Markus Günthardt  | Drew Gitlin Jim Gurfein            | 4-6, 5-7                | details |
| 16.                                           | 26 april 1982     | ATP Madrid           | Gravel        | Balázs Taróczy    | Pavel Složil Tomáš Šmíd            | 1-6, 6-3, 7-9           | details |
| 17.                                           | 5 juli 1982       | ATP Gstaad           | Gravel        | Markus Günthardt  | Sandy Mayer Ferdi Taygan           | 2-6, 3-6                | details |
| 18.                                           | 19 juli 1982      | ATP Hilversum        | Gravel        | Balázs Taróczy    | Jan Kodeš Tomáš Šmíd               | 6-7, 4-6                | details |
| 19.                                           | 14 november 1982  | ATP Wembley          | Tapijt (i)    | Tomáš Šmíd        | Peter Fleming John McEnroe         | 6-7, 4-6                | details |
| 20.                                           | 14 maart 1983     | ATP München WCT      | Tapijt (i)    | Balázs Taróczy    | Kevin Curren Steve Denton          | 5-7, 6-2, 1-6           | details |
| 21.                                           | 25 april 1983     | ATP Bournemouth      | Gravel        | Balázs Taróczy    | Tomáš Šmíd Sherwoord Stewart       | 6-7, 5-7                | details |
| 22.                                           | 13 februari 1984  | ATP Memphis          | Tapijt (i)    | Tomáš Šmíd        | Fritz Buehning Peter Fleming       | 3-6, 0-6                | details |
| 23.                                           | 14 mei 1984       | ATP Hamburg          | Gravel        | Balázs Taróczy    | Stefan Edberg Anders Järryd        | 3-6, 1-6                | details |
| 24.                                           | 12 augustus 1984  | ATP Indianapolis     | Gravel        | Balázs Taróczy    | Ken Flach Robert Seguso            | 6-7, 5-7                | details |
| 25.                                           | 28 oktober 1984   | ATP Wenen            | Hardcourt (i) | Balázs Taróczy    | Wojtek Fibak Sandy Mayer           | 4-6, 4-6                | details |
| 26.                                           | 13 januari 1985   | Masters Doubles WCT  | Tapijt (i)    | Balázs Taróczy    | Ken Flach Robert Seguso            | 3-6, 6-3, 3-6, 0-6      | details |
| 27.                                           | 5 mei 1985        | ATP Hamburg          | Gravel        | Balázs Taróczy    | Hans Gildemeister Andres Gomez     | 6-1, 6-7, 4-6           | details |
| 28.                                           | 17 april 1988     | ATP Nice             | Gravel        | Diego Nargiso     | Guy Forget Henri Leconte           | 6-4, 3-6, 4-6           | details |
| 29.                                           | 19 februari 1989  | ATP Milaan           | Tapijt (i)    | Balázs Taróczy    | Jakob Hlasek John McEnroe          | 3-6, 4-6                | details |
| 30.                                           | 23 april 1989     | ATP Nice             | Gravel        | Balázs Taróczy    | Ricki Osterthun Udo Riglewski      | 6-7, 7-6, 1-6           | details |
| gewonnen finales mannendubbelspel challengers |                   |                      |               |                   |                                    |                         |         |
| 1.                                            | 25 juli 1983      | Neu-Ulm              | Gravel        | Balázs Taróczy    | Andrew Jarrett Jonathan Smith      | 6-2, 6-4                |         |

## Resultaten grandslamtoernooien
| Legenda | Legenda                          |
| ------- | -------------------------------- |
| g.t.    | geen toernooi gehouden           |
| l.c.    | lagere categorie                 |
| –       | niet deelgenomen                 |
| G       | uitgeschakeld in de groepsfase   |
| 1R      | uitgeschakeld in de eerste ronde |
| 2R      | uitgeschakeld in de tweede ronde |
| 3R      | uitgeschakeld in de derde ronde  |
| 4R      | uitgeschakeld in de vierde ronde |
| KF      | uitgeschakeld in de kwartfinale  |
| HF      | uitgeschakeld in de halve finale |
| F       | de finale verloren               |
| W       | het toernooi gewonnen            |
| w-v     | winst/verlies-balans             |

### Enkelspel
| Toernooi            | 1978 | 1979 | 1980 | 1981 | 1982 | 1983 | 1984 | 1985 | 1986 | w-v |
| ------------------- | ---- | ---- | ---- | ---- | ---- | ---- | ---- | ---- | ---- | --- |
| Grandslamtoernooien |      |      |      |      |      |      |      |      |      |     |
| Australian Open     | –    | –    | –    | –    | –    | –    | –    | –    | –    |     |
| Roland Garros       | 2R   | 1R   | 3R   | 1R   | 3R   | 3R   | 3R   | 4R   | 1R   |     |
| Wimbledon           | 1R   | 2R   | 3R   | 1R   | 1R   | –    | 1R   | KF   | 2R   |     |
| US Open             | 2R   | –    | 2R   | 1R   | 3R   | 4R   | 1R   | KF   | –    |     |

### Mannendubbelspel
| Toernooi            | 1976 | 1977  | 1978 | 1979 | 1980 | 1981 | 1982 | 1983 | 1984 | 1985 | 1986 | 1987 | 1988 | 1989 | 1990 |
| ------------------- | ---- | ----- | ---- | ---- | ---- | ---- | ---- | ---- | ---- | ---- | ---- | ---- | ---- | ---- | ---- |
| Grandslamtoernooien |      |       |      |      |      |      |      |      |      |      |      |      |      |      |      |
| Australian Open     | –    | – & - | –    | –    | –    | 3R   | –    | –    | –    | –    | –    | –    | –    | –    | 2R   |
| Roland Garros       | –    | 1R    | 1R   | 3R   | KF   | W    | HF   | KF   | 3R   | 3R   | HF   | 1R   | 2R   | 1R   | –    |
| Wimbledon           | –    | –     | –    | 2R   | KF   | 3R   | –    | –    | 3R   | W    | 1R   | 2R   | 1R   | –    | –    |
| US Open             | 1R   | –     | 2R   | 3R   | KF   | F    | 1R   | 1R   | HF   | 1R   | –    | –    | –    | –    | –    |